# Gloiopotes watsoni
Gloiopotes watsoni är en kräftdjursart. Gloiopotes watsoni ingår i släktet Gloiopotes och familjen Euryphoridae. Inga underarter finns listade i Catalogue of Life.